# Coccidoctonus psyllae
Coccidoctonus psyllae är en stekelart som först beskrevs av Edgar F. Riek 1962.  Coccidoctonus psyllae ingår i släktet Coccidoctonus och familjen sköldlussteklar. Inga underarter finns listade i Catalogue of Life.